# Plecia
Bibiospis, Epiplecia, Heteroplecia, Penthera, Rhinoplecia
Genre
Synonymes
- Bibiopsis Heer, 1849
- Epiplecia Giard, 1879
- Heteroplecia Hardy, 1950
- Penthera Philippi, 1865
- Rhinoplecia Bellardi, 1859

Plecia est un genre d'insectes diptères de la famille des Bibionidae ou « mouches de mars ». Ces mouches de mars sont appelées "insectes amoureux" pour leur habitude de voler en tandem. 

## Classification
Le genre Plecia est décrit en 1828 selon GBIF, et de nombreuses autres sources, par le médecin, historien, naturaliste et homme de lettres allemand Christian Rudolph Wilhelm Wiedemann (1770-1840). 
Seul Paleobiology Database donne 1823 comme date de création, mais sans la référence bibliographique.

## Description
De taille moyenne à assez grande (4-14 millimètres), des moustiques puissants aux antennes courtes. Les pattes sont longues et fines. En termes de couleur, ils sont noirs ou brun foncé, le thorax est souvent entièrement ou partiellement rouge orangé. La grande majorité des espèces ne sont pas visiblement poilues. Comme pour les autres moustiques capillaires, il existe une grande différence entre les sexes : les femelles sont plus grandes et plus fortes, avec des ailes plus larges, la tête est petite avec des yeux à facettes largement séparés. Chez les mâles, les yeux à facettes couvrent la majeure partie de la tête, le corps est plus petit et plus mince, le dos assez fin. Les ailes sont souvent enfumées, mais peuvent aussi être claires avec des rayures sombres le long des nervures (chez certaines espèces sud-américaines, notamment Plecia plagiata). 
Le genre peut être reconnu par le fait que la nervure de l'aile R2+3 (la nervure qui s'ouvre la deuxième la plus proche du bout de l'aile sur le dessus) est courte et plus ou moins incurvée, non parallèle à la nervure sous-jacente comme dans le genre Penthetria. 
Les organes génitaux masculins peuvent être développés de manière très différente dans ce genre, contrairement aux autres genres de moustiques à cheveux où la conception est assez similaire. Chez la plupart des espèces (mais pas beaucoup d'espèces fossiles), l'organe de préhension génital (gonostylus) a migré vers l'intérieur, est attaché près de l'axe du corps et s'ouvre vers le bas, tandis que chez d'autres moustiques capillaires, il est attaché sur les côtés et s'ouvre vers l'intérieur. 
Les larves sont gris-brun, avec une peau épaisse et coriace portant de nombreuses excroissances en forme de doigts.

## Mode de vie
Les larves vivent de manière grégaire dans le sol, comme c'est le cas pour les moustiques capillaires. Les espèces de Plecia sont communes dans les forêts, également sur les terres cultivées. Dans tous les cas, pour certaines espèces, de grands essaims massifs peuvent se produire, particulièrement bien connus sont ceux de l'espèce nord-américaine Plecia nearctica dans le sud-est des États-Unis.

## Répartition
Aujourd'hui, le genre ne se trouve que dans les zones tropicales et subtropicales, mais les fossiles sont connus dans une zone beaucoup plus large. Cela montre un climat plus chaud dans ces régions au cours des périodes antérieures.

## Fossiles
En plus des espèces vivantes, de nombreuses espèces ont été décrites à partir de fossiles, mais on ne sait pas combien d'entre elles sont réelles[pas clair]. Dans les gisements du Tertiaire, ce genre figure souvent parmi les fossiles d'insectes les plus courants.

## Liste d'espèces

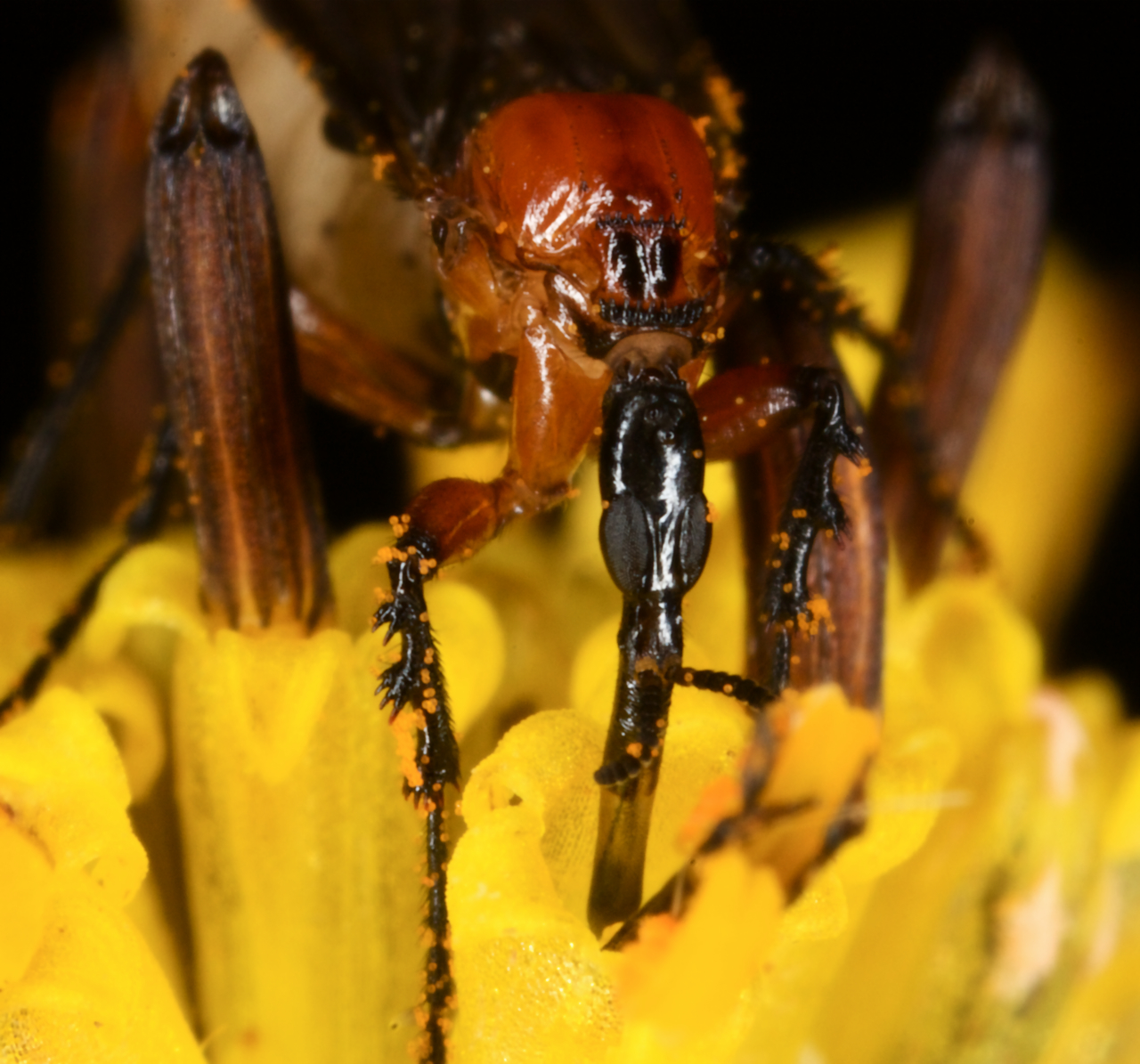
Plecia nearctica, gros plan de la tête.

- Plecia affinidecora Hardy, 1968[2]
- Plecia americana Hardy, 1940[3]
- Plecia amplipennis Skuse, 1888[4]
- Plecia aruensis Edwards, 1925[5]
- Plecia avicephaliforma Hardy, 1940[3]
- Plecia bifida Hardy, 1968[2]
- Plecia bisulca Hardy, 1968[2]
- Plecia crenula Hardy, 1968[2]
- Plecia curtispina Hardy, 1968[2]
- Plecia cuspidata Hardy, 1968[2]
- Plecia dimidiata Macquart, 1846
- Plecia duplicis Hardy, 1968[2]
- Plecia edwardsi Hardy, 1940[3]
- Plecia erebea Skuse, 1889
- Plecia erebeoidea Hardy, 1982
- Plecia hamata Hardy, 1968[2]
- Plecia impilosa Hardy, 1940[3]
- Plecia intricata Hardy, 1968[2]
- Plecia javensis Edwards, 1925[5]
- Plecia lateralis Hardy, 1940[3]
- Plecia lieftincki Hardy, 1968[2]
- Plecia lopesi Hardy, 1940[3]
- Plecia multilobata Hardy, 1968[2]
- Plecia  nearctica Hardy, 1940[3] – Lovebug
- Plecia obtusicornis Hardy, 1968[2]
- Plecia obtusilobata Hardy, 1968[2]
- Plecia oculastra Hardy, 1968[2]
- Plecia ornaticornis Skuse, 1889
- Plecia patula Hardy, 1968[2]
- Plecia persimilis Hardy, 1940[3]
- Plecia plagiata Wiedemann, 1824
- Plecia propeforcipata Hardy, 1968[2]
- Plecia propria Hardy, 1968[2]
- Plecia pruinosa Hardy, 1940[3]
- Plecia pudica Hardy, 1968[2]
- Plecia punctulata Hardy, 1940[3]
- Plecia rhinigera Hardy, 1968[2]
- Plecia ruficollis Olivier, 1789) – Harlequin fly
- Plecia rufimarginata Hardy, 1940[3]
- Plecia rufiscutella Hardy, 1940[3]
- Plecia rugosa Hardy, 1940[3]
- Plecia serrifera Hardy, 1968[2]
- Plecia spilota Hardy, 1968[2]
- Plecia stricta Hardy, 1968[2]
- Plecia tetrascolata Hardy, 1968[2]
- Plecia trifida Hardy, 1968[2]

## Espèces fossiles
Selon Paleobiology Database ou Fossilworks en 2023, les espèces fossiles s'établissent à :
- †Plecia abava von Heyden & von Heyden, 1865
- †Plecia acourti Cockerell, 1921
- † 'Plecia aculeolata Zhang, 1989
- †Plecia akerionana Fitzgerald, 1999
- †Plecia amagua Cockerell, 1925
- †Plecia angustipennis Handlirsch, 1910
- †Plecia angustiventris Théobald, 1937
- †Plecia antenata von Heyden & von Heyden, 1865
- †Plecia assonensis Gentilini, 1993
- †Plecia avus Handlirsch, 1910
- †Plecia axeliana Cockerell, 1915
- †Plecia baglii Gentilini, 1991
- †Plecia bivalvula Zhang, 1993
- †Plecia borussica Meunier, 1904
- †Plecia brunneipennis Piton, 1939
- †Plecia brunniptera Skartveit, 2009
- †Plecia bucklandi Heer, 1849
- †Plecia cairnesi Rice, 1959
- †Plecia canadensis Handlirsch, 1910
- †Plecia capitata Zhang et al., 1994
- †Plecia castellaroi Gentilini, 1991
- †Plecia chapuisii Oustalet, 1872
- †Plecia clavifemur Skartveit, 2009
- †Plecia conica Théobald, 1937
- †Plecia curtula Handlirsch, 1910
- †Plecia decapitata Cockerell, 1917
- †Plecia dejecta Scudder, 1890
- †Plecia diatoma Zhang, 1989
- †Plecia dilatata Handlirsch, 1910
- †Plecia dumasi Théobald, 1937
- †Plecia elatior Handlirsch, 1910
- †Plecia elegantula Meunier, 1915
- †Plecia elongata von Heyden & von Heyden, 1865
- †Plecia exigua Statz, 1943
- †Plecia explanata Cockerell, 1917
- †Plecia exposita von Heyden & von Heyden, 1865
- †Plecia exposititia von Heyden, 1865
- †Plecia foersteri Théobald, 1937
- †Plecia fumosa Zhang et al., 1994
- †Plecia gracilentula Evenhuis, 1994
- †Plecia gracillima Förster, 1891
- †Plecia gradata Melander, 1949
- †Plecia grandaeva von Heyden & von Heyden, 1865
- †Plecia grossa von Heyden & von Heyden, 1865
- †Plecia heeri von Heyden & von Heyden, 1865
- †Plecia hilaris Heer, 1849
- †Plecia hoffeinsorum Skartveit, 2009
- †Plecia hypogaea von Heyden & von Heyden, 1865
- †Plecia imperialis Statz, 1943
- †Plecia inflata Oustalet, 1870
- †Plecia inflata Hull, 1960
- †Plecia intima Fujiyama & Iwao, 1974
- †Plecia joannis nomen dubium du genre Plecia
- †Plecia jucunda Heer, 1849
- †Plecia kanetakii Fujiyama, 1970
- †Plecia kelownaensis Rice, 1959
- †Plecia kudiella Cockerell, 1925
- †Plecia kuznetzovi Cockerell, 1925
- †Plecia lapidaria von Heyden & von Heyden, 1865
- †Plecia larguensis Gentilini, 1993
- †Plecia larteti nomen dubium du genre Plecia
- †Plecia livida Heer, 1849
- †Plecia longipennis nomen dubium du genre Plecia
- †Plecia luctuosa von Heyden & von Heyden, 1865
- †Plecia ludongensis Hong & Wang, 1985
- †Plecia luteola von Heyden & von Heyden, 1865
- †Plecia lygaeoides Heer, 1849
- †Plecia macilenta Skartveit & Pika, 2014
- †Plecia macrocephala von Heyden & von Heyden, 1865
- †Plecia maimensis Gentilini, 1993
- †Plecia melanderi Cockerell, 1911
- †Plecia minutula Rice, 1959
- †Plecia morio Heer, 1849
- †Plecia myersi Peterson, 1975
- †Plecia nana Handlirsch, 1910
- †Plecia obsitula Cockerell, 1925
- †Plecia orycta Melander, 1949
- †Plecia oustaleti Brongniart, 1876
- †Plecia painvini nomen dubium du genre Plecia
- †Plecia pallida nomen dubium du genre Plecia
- †Plecia parisiensis Gee et al., 2001
- †Plecia pealei Scudder, 1890
- †Plecia pennata Statz, 1943
- †Plecia philippi Statz, 1943
- †Plecia pictipennis Handlirsch, 1910
- †Plecia pinguis von Heyden & von Heyden, 1865
- †Plecia pisaurensis Gentilini, 1991
- †Plecia platoptera Zhang, 1993
- †Plecia platyptera Handlirsch, 1910
- †Plecia prisca Meunier, 1899
- †Plecia pristina Hardy, 1971
- †Plecia proserpina von Heyden & von Heyden, 1865
- †Plecia pulchella Meunier, 1915
- †Plecia pulchra Handlirsch, 1910
- †Plecia pulla Handlirsch, 1910
- †Plecia quaesita Novák, 1878
- †Plecia rectivenia Zhang, 1989
- †Plecia redempta Cockerell, 1925
- †Plecia reducta Handlirsch, 1910
- †Plecia refracta Cockerell, 1925
- †Plecia retracta nomen dubium du genre Plecia
- †Plecia rhenana von Heyden and von Heyden, 1865
- †Plecia rhodopterina Cockerell, 1925
- †Plecia rubescens nomen dubium du genre Plecia
- †Plecia satyrus Statz, 1943
- †Plecia sauvagei nomen dubium du genre Plecia
- †Plecia schineri von Heyden & von Heyden, 1865
- †Plecia similkameena Scudder, 1879
- †Plecia solaris Zhang, 1989
- †Plecia spinula Zhang, 1989
- †Plecia sturmi Statz, 1943
- †Plecia stygia von Heyden & von Heyden, 1865
- †Plecia superba Meunier, 1914
- †Plecia tessella Melander, 1949
- †Plecia theobaldi Skartveit & Nel, 2017
- †Plecia transitoria Handlirsch, 1910
- †Plecia tulameenensis Rice, 1959
- †Plecia undans Zeuner, 1941
- †Plecia vergnei Piton, 1935
- †Plecia veterana von Heyden & von Heyden, 1865
- †Plecia villosa Zhang, 1989
- †Plecia vulcania Zhang, 1989
- †Plecia vulpina Statz, 1943
- †Plecia winchesteri Cockerell, 1917
- †Plecia winnertzi von Heyden & von Heyden, 1865
- †Plecia woodruffi Cockerell, 1916

## Galerie

Espèces vivantes du genre Plecia.
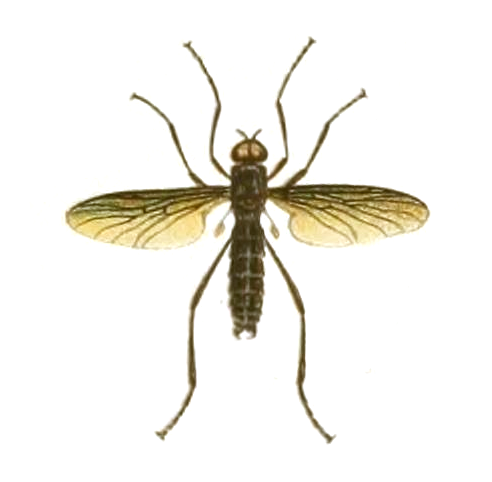
Plecia heteroptera.
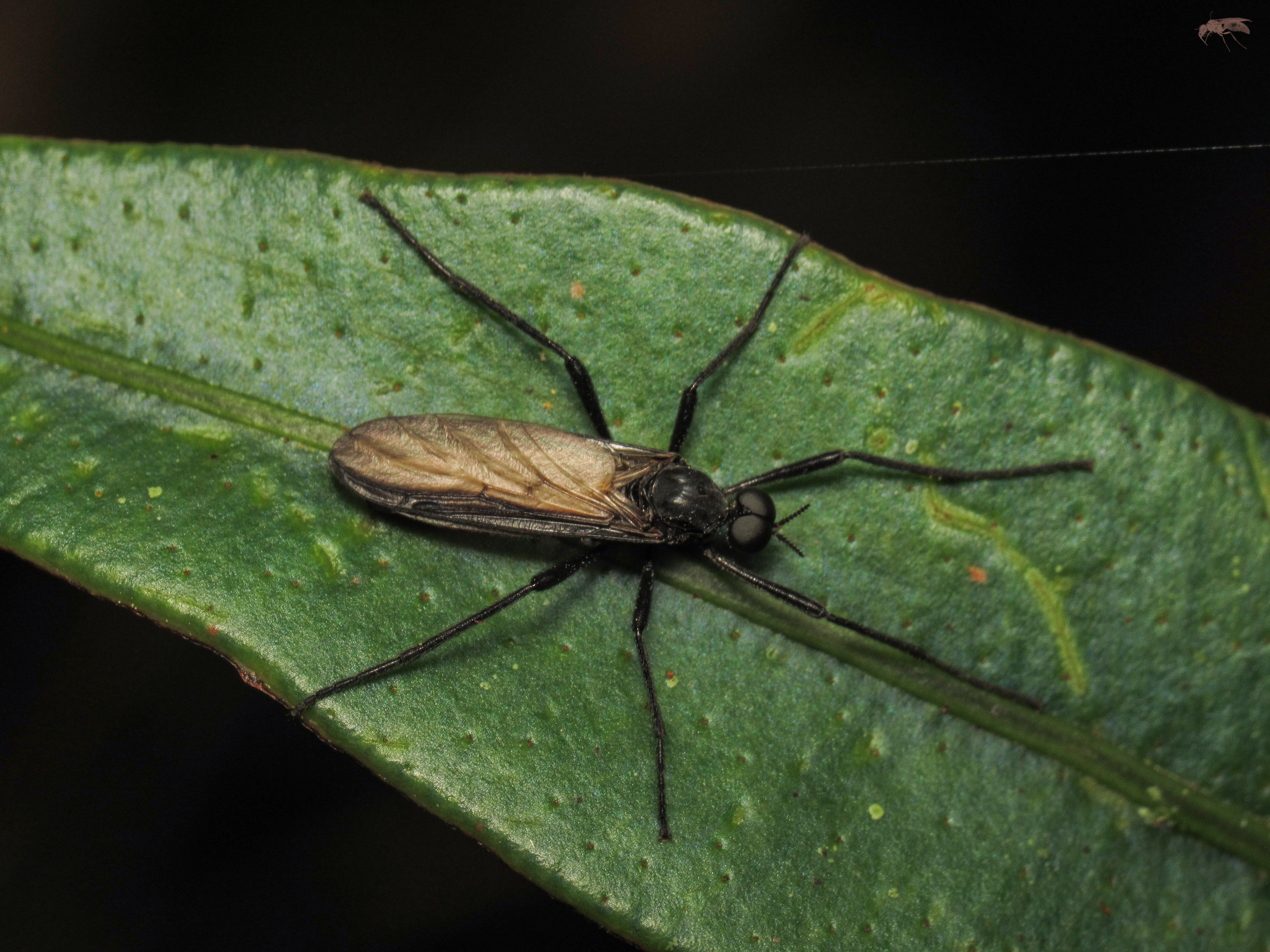
Plecia imperialis.
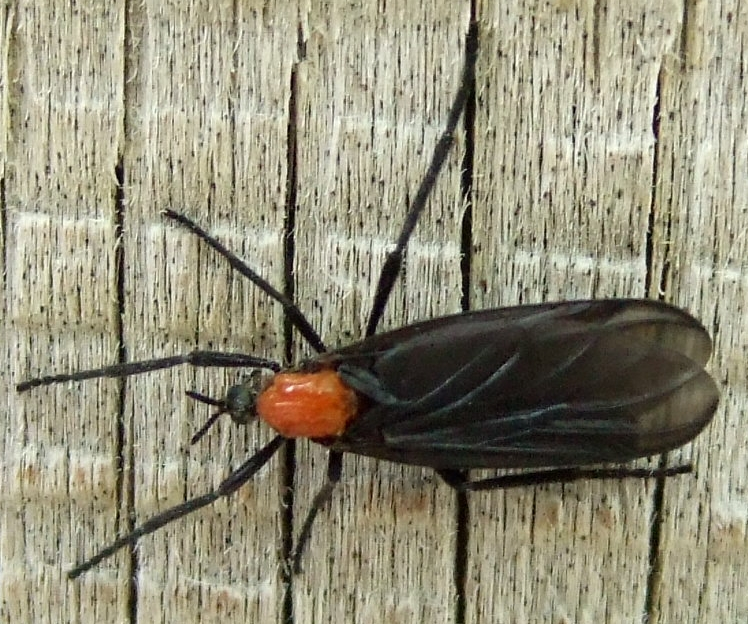
Plecia nearctica.
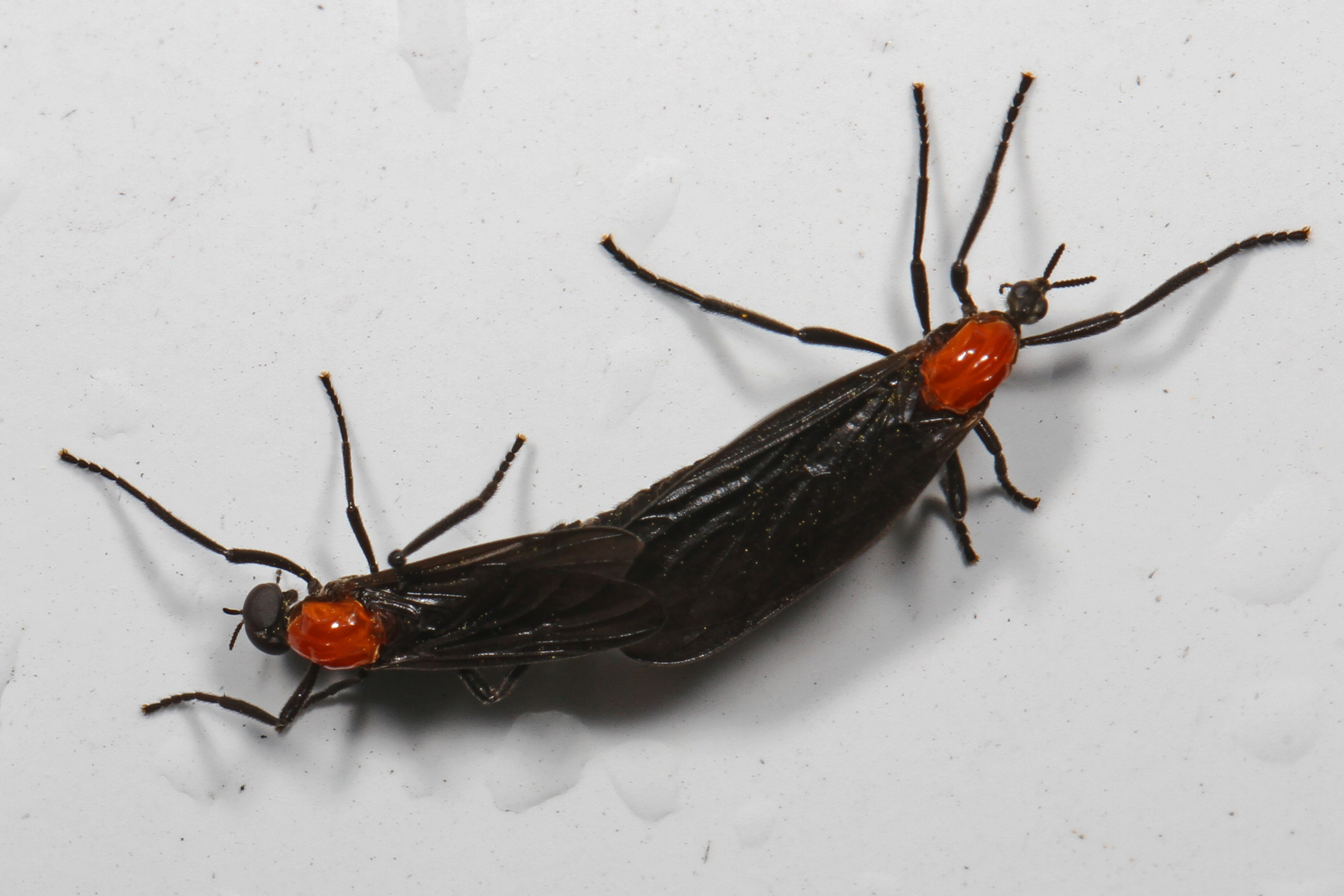
Plecia nearctica.
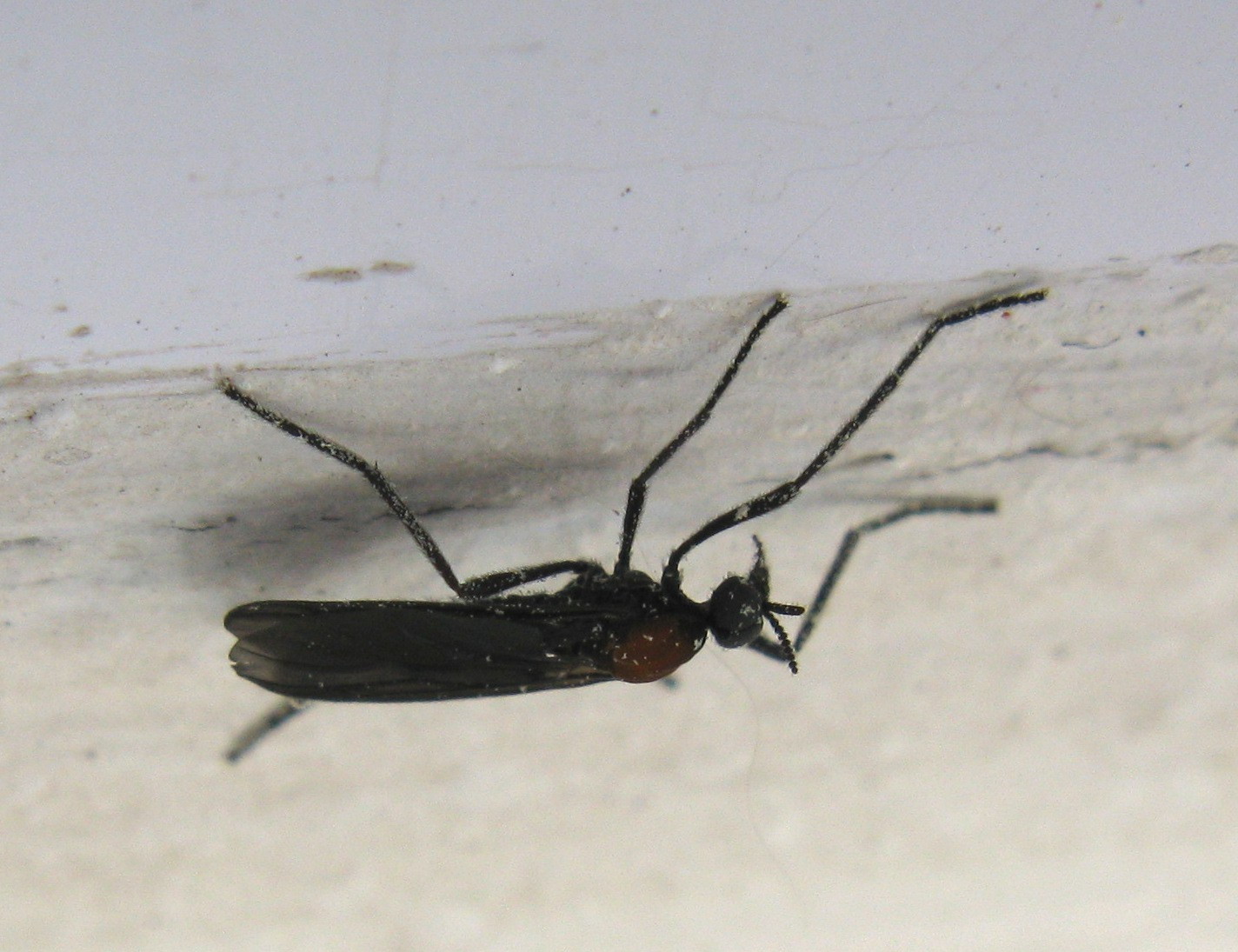
Plecia ruficollis.
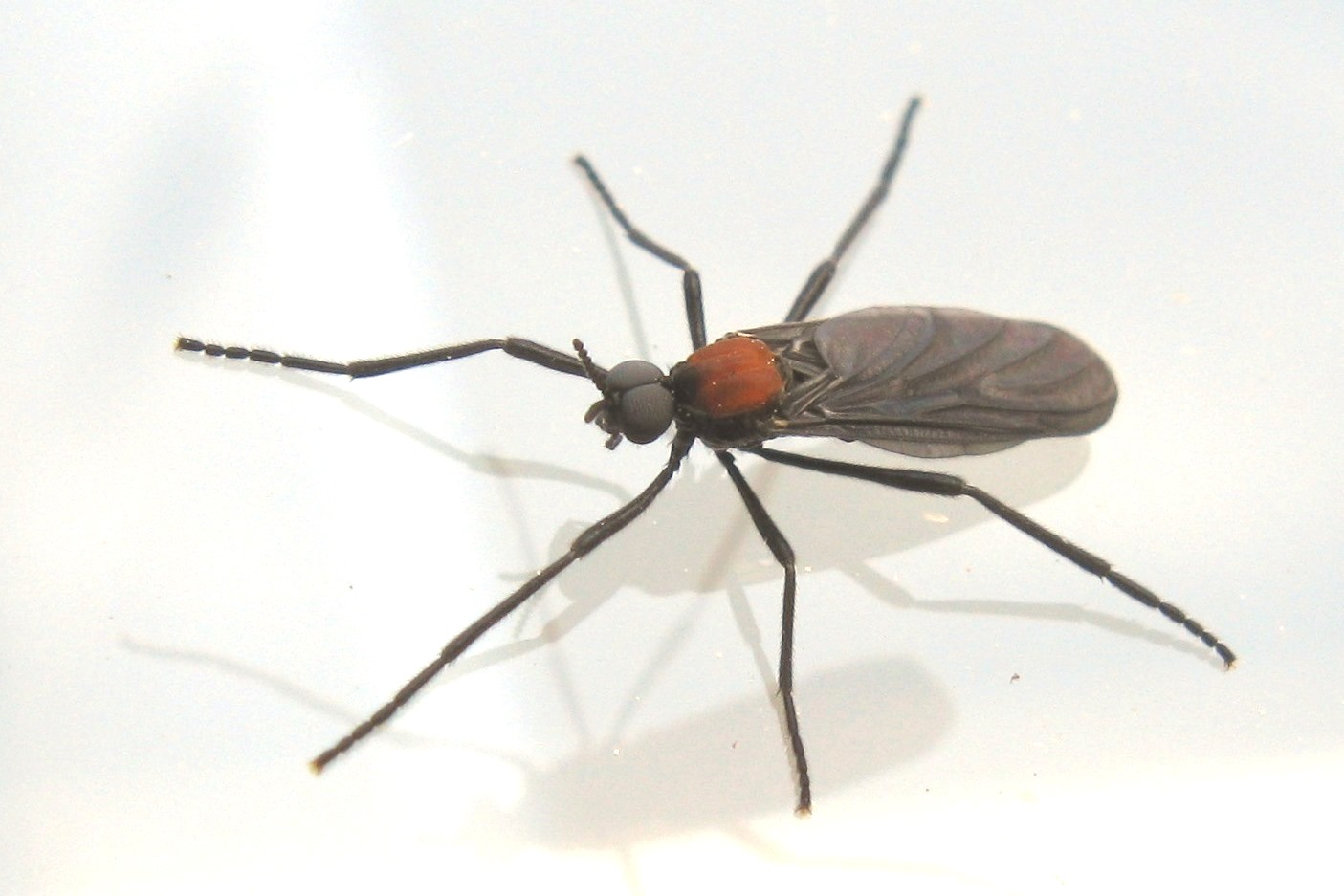
Plecia ruficollis.

### Publication originale
- [1828] (de) Christian Rudolph Wilhelm Wiedemann, Aussereuropäische zweiflügelige Insekten. Als Fortsetzung des Meigenschen Werks. Erster Theil. Schulz, Hamm., 1828, xxxii + 608 pp., 7 pls. (DOI 10.5962/bhl.title.14603).